# Шайла Стайлз
Шайла Стайлз (англ. Shyla Stylez; 23 сентября 1982 года, Армстронг — 9 ноября 2017, Армстронг) — канадская порноактриса, настоящее имя — Аманда Фридланд (англ. Amanda Friedland).

## Биография
Аманда Джин Харди родилась в Армстронге, Британская Колумбия. Окончив школу, переехала в Ванкувер, где работала стриптизёршей и вебкам-моделью. Начала сниматься в порнофильмах в 2000 году в возрасте 18 лет. Её первым фильмом стал «Slap Happy», выпущенный студией «Anabolic Video».
23 октября 2002 года Аманда вышла замуж за Боба Фридланда, CEO студии «Jill Kelly Productions», но уже в августе 2003 года они развелись.
Аманда Фридланд была вовлечена в сексуальный скандал с бывшим помощником шерифа округа Ориндж Джорджем Харамильо, где она была отмечена как имевшая несколько сексуальных связей с ним.
В 2007 году в Лос-Анджелесе Шайла Стайлз приняла участие в ТВ-шоу «Un-Wired TV».
В последнее время Шайла Стайлз работала на сайте студии «Brazzers».
За свою карьеру снялась в 606 порнофильмах.
9 ноября 2017 года, в возрасте 35 лет, Шайла Стайлз скоропостижно скончалась. Она была обнаружена в своей постели её матерью. Причина смерти не была разглашена.

## Премии и номинации
| Премия        | Год  | Номинация                        | Фильм                                                                    | Результат |
| ------------- | ---- | -------------------------------- | ------------------------------------------------------------------------ | --------- |
| AVN Award     | 2003 | Best New Starlet                 |                                                                          | Номинация |
| AVN Award     | 2007 | Best All-Girl Sex Scene, Video   | Girlvana 2 (Zero Tolerance Entertainment с Сэмми Роудс и Дженавив Джоли) | Номинация |
| AVN Award     | 2008 | Best Supporting Actress, Video   | Coming Home (Wicked Pictures)                                            | Номинация |
| AVN Award     | 2008 | Best Interactive DVD             | My Plaything: Shyla Stylez (Digital Sin)                                 | Номинация |
| AVN Award     | 2009 | Best Tease Performance           | Curvy Girls                                                              | Номинация |
| AVN Award     | 2009 | Best POV Sex Scene               | Full Streams Ahead                                                       | Номинация |
| AVN Award     | 2009 | Best Group Sex Scene             | Pirates II                                                               | Номинация |
| AVN Award     | 2010 | Best POV Sex Scene               | Jack’s POV 12                                                            | Номинация |
| AVN Award     | 2011 | Best Anal Sex Scene              | Big Butts Like It Big 6 (Brazzers)                                       | Номинация |
| AVN Award     | 2011 | Best Three-Way Sex Scene (G/G/B) | Pornstar Workout 2 (Elegant Angel Productions)                           | Номинация |
| Urban X Award | 2011 | Hall of Fame                     |                                                                          | Победа    |
| AVN Award     | 2016 | Hall of Fame                     |                                                                          | Победа    |